# Западный вокзал (Вена)
Западный вокзал Вены (нем. Wien Westbahnhof) — один из крупных железнодорожных вокзалов Вены. Находится в районе Рудольфсхайм-Фюнфхаус, у пересечения Гюртеля и улицы Мариахильферштрасе (Mariahilferstraße). Был торжественно открыт 15 декабря 1858 года для железнодорожной связи с Линцем. Современное здание вокзала построено в 1951 году и является памятником архитектуры Австрии. В 2011 под ним был построен подземный торговый центр.
Значимость вокзала упала после того, как почти все дальние поезда стали приходить и отправляться с перестроенного в 2015 году Главного вокзала или с вокзала Майдлинга. С Западного вокзала теперь (по состоянию на 2021 год) отправляется единственный дальний рейс на Зальцбург. Кроме него, вокзал обслуживает два региональных маршрута и маршрут S50 пригородных электричек.